# Odžak

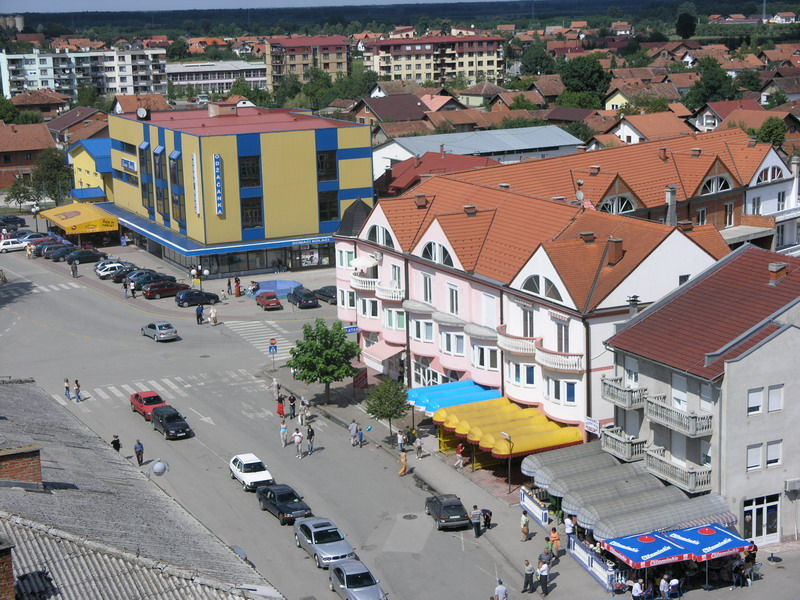
Centrum Odžaku

Odžak (srbsky Оџак) je město a sídlo stejnojmenné opčiny v Bosně a Hercegovině v Posavském kantonu. Nachází se asi 46 km od Doboje, 124 km od Banji Luky a 189 km od Sarajeva. V roce 2013 žilo v samotném Odžaku 9 162 obyvatel, v celé opčině pak 21 289 obyvatel.
Kromě vlastního města zahrnuje opčina i 12 vesnic:
- Ada – 186 obyvatel
- Brusnica Mala – 102 obyvatel
- Donja Dubica – 1 472 obyvatel
- Donji Svilaj – 1 292 obyvatel
- Gornja Dubica – 1 195 obyvatel
- Gornji Svilaj – 832 obyvatel
- Novi Grad – 412 obyvatel
- Novo Selo – 2 021 obyvatel
- Odžak – 9 162 obyvatel
- Posavska Mahala – 991 obyvatel
- Potočani – 1 348 obyvatel
- Prud – 990 obyvatel
- Vrbovac – 1 136 obyvatel

Nachází se zde i zaniklá vesnice Bosanski Šamac.
Sousedními městy jsou Modriča a Šamac. K městu vede dálnice A1 ve svém nejsevernějším úseku z Chorvatska. 